# نارلان، نیو ساوت ولز
نارلان (به انگلیسی: Narellan) یک حومه شهر در استرالیا است که در نیو ساوت ولز واقع شده‌است.